# Кузбасс (клуб по хоккею с мячом)
«Кузбасс» — российский клуб по хоккею с мячом из города Кемерово. Двукратный чемпион страны.
Хоккейный клуб «Кузбасс» основан в 1948 году под названием «Шахтёр». В 1972 году переименован в «Кузбасс». В Высшей лиге (Суперлиге) чемпионата страны выступает с сезона 1955-56 (за исключением сезона 1985-86).
В высшем дивизионе отечественного хоккея с мячом команда провела 57 сезонов. По этому показателю кемеровчане делят 4 место c «Водником» Архангельск. Больше в элитном классе сезонов провели: «Динамо» Москва (61), «СКА-Свердловск» Екатеринбург (60), «СКА-Нефтяник» Хабаровск (60) и «Енисей» Красноярск (59).
«Кузбасс» в высшем дивизионе провёл 1476 матчей: 656 побед; 187 ничьих; 633 поражения. 

Забито 5399 мячей, пропущено 5069. Разница мячей: +330. Данные приведены на 9 марта 2013 года.
Клубные цвета — оранжево-чёрные.

## История развития хоккея с мячом в Кузбассе
В Кузбассе хоккей с мячом по-настоящему начал развиваться в послевоенные годы. Законодателем моды в те времена (впрочем, как и сегодня) было Кемерово. В частности, команда азотно-тукового завода, в которой играли братья Журавлёвы и Зайцевы, известные позднее футболисты А. Лесников, В. и И. Моргуновы. Они, а также ряд игроков из Ленинска-Кузнецкого, Прокопьевска и Новокузнецка и составили основу будущего «Шахтера» (так назывался тогда «Кузбасс»).

В сезоне 1954/1955 «Шахтёр» побеждает в чемпионате РСФСР и завоёвывает путевку в Высшую лигу. Вот имена первопроходцев: Михаил Плешкевич, Петр Павлов, Геннадий Пичугин, Григорий Игнатов, Владимир Канин, Дмитрий Теплухин, Михаил Савоськин, Алексей Сидоров, Иван Рябовалов, Владимир Рябинский, Юрий Загорский, Константин Журавлёв, Виктор Иванов, Виктор Шабловский, Александр Журавлёв, Федор Зайцев.

Это они обозначили путь, открывший дорогу таким будущим «звездам», как Алексей Лазовский и Виктор Баянов, Владимир Коровин и Николай Усольцев, другим талантливым хоккеистам, вершиной которых стали бронзовые медали 1973 года.

«Кузбасс» лишь однажды покидал Высшую лигу (по итогам сезона 1984/85, вернувшись в неё в следующем сезоне) и является одним из старожилов среди российских клубов.
1992—1995 годы. Сложная ситуация в России и регионе сказалась и на кемеровском клубе. Кемеровчане были на грани вылета из Высшей лиги. 

В 1995 году главным тренером команды был назначен кемеровчанин Сергей Анатольевич Мяус, с его приходом началась новая жизнь хоккейного клуба «Кузбасс».
В марте 1998 года президентом футбольно-хоккейного клуба назначен Андрей Борисович Сельский, с именем которого связаны самые славные страницы ХК «Кузбасс».
В 1999 году «Кузбасс» впервые принял участие в Кубке мира, проходившем в шведском городе Юсдаль. Показав достойную игру, тем не менее, в компанию сильнейших сибиряки не пробились. На групповом этапе «Кузбасс» уступил «Юсдалю» — 0:2, «Эдсбюну» — 2:3 и сыграл вничью с «Фалу» — 3:3. Зато уже в этом сезоне в сборную страны вновь был приглашен кемеровский хоккеист. За национальную команду на Международном турнире на призы правительства России в Казани сыграл Алексей Мясоедов и стал в её составе победителем соревнований.
В чемпионате России сезона 2000/01 в матче за 3-е место в двухматчевом противостоянии со «СКА-Нефтяником» были завоёваны бронзовые медали, впервые с 1973 года. На этом победы кемеровчан не закончились, в 2001 году команда впервые в своей истории пробилась в финал Кубка России, который проходил в Кемерово. 10 марта на глазах тридцатипятитысячной аудитории «Кузбасс» одолел «Водник» из Архангельска со счетом 3:1. Внушительный вклад в эту победу принадлежит защитнику Юрию Витухину, оформившему хет-трик.
В 2002 и 2003 годах команда еще дважды завоевала бронзовые медали сезонов 2001/02 и 2002/03, а также второй раз победила в Кубке России в 2003 году.
2004 год. Пройдя на одном дыхании групповой турнир чемпионата России, «Кузбасс» успешно преодолел все преграды на стадии плей-офф, выйдя впервые в истории в финал чемпионата России. В финале ему противостоял непобедимый «Водник». В первом матче кемеровские хоккеисты сражались не жалея себя и противника, но класс северян в итоге оказался выше — 2:7. Повторный матч в Кемерово удивил всю хоккейную общественность страны. К великому удовольствию тридцатитысячной аудитории стадиона «Химик», сибиряки выиграли его со счетом 4:3, но для общего успеха этого было мало. Тем не менее, первая примерка к чемпионской короне была сделана, завоёваны серебряные медали сезона 2003/04.
Сезон 2004/05 годов. На старте сезона «Кузбасс» показал всем, что готов покорять самые высокие вершины в национальном чемпионате. На Кубке мира в Юсдале кемеровские хоккеисты в групповом турнире поочередно победили «Юсдаль» — 12:2 и финский «ТоПВ» — 9:1 и уступили стокгольмскому «Хаммарбю» — 3:5. В матче 1/4 финала, начинавшемся, когда в Кемерово было половина пятого утра, сибиряки встречались с хабаровским «СКА-Нефтяником». Пропустив гол в начале второго тайма «Кузбасс» атаковал, но удача в эту ночь улыбнулась дальневосточникам — 0:1. Домой команда вернулась с единственным желанием: вернуть все долги соперникам в национальном чемпионате, и все получилось, вплоть до финальных поединков с архангельским «Водником». Увы, игры на равных не получилось, на тот момент северяне выглядели на две головы выше сибиряков и в последнем матче чемпионата страны разгромили «Кузбасс». Скрасил скомканные впечатление от сезона дебют в сборной страны Романа Гейзеля, которому наставник национальной команды Владимир Янко предрёк большое спортивное будущее, несмотря на то, что в финале Россия уступила Швеции.

## Чемпионат России 2015/2016
23 декабря 2014 года на должность главного тренера приходит Николай Ильич Кадакин, который несколькими месяцами ранее с кемеровской молодежкой завоевал золотые медали чемпионата страны.
Результат на Кубке чемпионов Эдсбюна 2015 года — 4 место.
В Чемпионате России 2015/2016 команда продолжила свою серию из 14 домашних туров подряд, где «Кузбасс» не потерпел ни одного поражения на домашнем льду. Первая победа 14 декабря 2014 года в 14 туре чемпионата над нижегородским «Стартом» в Чемпионате России 2014/2015 положила начало этой серии. На «Старте» она и закончилась, случилось это 14 февраля 2016 года в 24 туре чемпионата.
В текущем чемпионате по итогу кемеровчане заняли 6-е место.

## Известные игроки
- Александр Господчиков — вратарь, заслуженный мастер спорта СССР, трехкратный чемпион мира.
- Владислав Нужный — вратарь,  мастер спорта России международного класса.
- Владимир Коровин — полузащитник, заслуженный мастер спорта России, заслуженный тренер РСФСР, двукратный чемпион мира.
- Евгений Агуреев — нападающий, мастер спорта СССР международного класса, лучший бомбардир чемпионатов СССР.
- № 1 Роман Гейзель — вратарь, заслуженный мастер спорта России, четырёхкратный чемпион мира.
- № 4 Алексей Чижов — защитник, заслуженный мастер спорта России, трехкратный чемпион мира.
- № 9 Николай Кадакин — полузащитник, мастер спорта России международного класса. Главный тренер «Кузбасса» с 23 декабря 2014 года по март 2017 года.
- № 10 Павел Рязанцев — нападающий, заслуженный мастер спорта России, пятикратный чемпион мира.
- № 11 Алексей Мясоедов — нападающий, мастер спорта России международного класса.
- № 14 Сергей Тарасов — нападающий, мастер спорта России международного класса, лучший бомбардир клуба до сезона 2018/19. Главный тренер «Кузбасса» с 1 октября 2013 года по 23 декабря 2014 года.
- № 15 Юрий Витухин — полузащитник, оформил хет-трик в финале Кубка России 2001 года, принеся победу «Кузбассу».
- № 16 Александр Сапега — нападающий, заслуженный мастер спорта России, чемпион мира.
- № 17 Вадим Стасенко — нападающий, мастер спорта России международного класса, лучший бомбардир в истории клуба.
- № 25 Денис Криушенков — полузащитник, двукратный чемпион мира.
- № 32 Павел Булатов — защитник, заслуженный мастер спорта России, семикратный чемпион мира.

## Клубные рекорды в чемпионатах страны
Первый матч в высшей лиге кемеровский «Шахтер» сыграл 14 декабря 1955 г. в Красноярске. Соперник ОДО из Хабаровска. Встреча закончилась победой дальневосточников со счетом 5:1.
Первая победа в высшей лиге была одержана «Шахтером» 7 января 1956 г. в Петрозаводске. Со счетом 5:2 была обыграна ленинградская «Энергия». Через два дня «Шахтер» в первый раз сыграл вничью в элитном классе. Соперниками были хозяева тура — хоккеисты ОДО (Петрозаводск). Счет матча — 1:1.
Самая «корректная» серия «Кузбасса» — 5 матчей подряд без удалений. Штрафных минут кемеровчане не набирали с 11 по 29 февраля 1976 г.
Самая длинная победная серия «Кузбасса» насчитывает 20 матчей в сезоне 2009/10. Первая победа в серии: 19 ноября 2009 г. («Строитель» (Сыктывкар), 6:3), последняя — 3 февраля 2010 г. («Сибсельмаш» (Новосибирск), 5:3). Эта же серия является самой длинной беспроигрышной.
Самая длинная серия поражений относится к сезону 1979/80 — 10 игр подряд. Начало серии: 28 ноября 1979 г. («Динамо» (Алма-Ата), 0:6), окончание серии: 3 января 1980 г. (СКА (Хабаровск), 2:6).
Самая длинная серия без побед приходится на сезон 1977/78. Кемеровчане не знали радости побед в течение 15-и встреч (всего в том сезоне они выиграли лишь трижды). Начало серии: 19 декабря 1977 г. («Юность» (Омск), 4:4), окончание серии: 5 марта 1978 г. (СКА (Свердловск), 2:10).
Антирекорд клуба по пропущенным мячам — 21 гол за игру. 9 февраля 2010 г. «Кузбасс» в гостевом матче был разгромлен московским «Динамо» со счётом 21:5 (14:3). Дважды наша команда пропускала по 20 мячей. И оба раза в 1978 г. В первый раз 11 марта кемеровчан в Красноярске разгромил «Енисей» (20:5), а 29 декабря с командой столь же нелюбезно обошлось «Динамо» (Алма-Ата).
Самые крупные победы «Кузбасса»:
| Счёт | Соперник                        | Дата       |
| ---- | ------------------------------- | ---------- |
| 18:0 | «Старт» (Нижний Новгород)       | 17.02.2006 |
| 18:2 | Сибсельмаш (Новосибирск)        | 07.11.2020 |
| 17:2 | Строитель (Сыктывкар)           | 07.02.2020 |
| 16:2 | «Родина» (Киров)                | 03.02.2018 |
| 16:3 | «Металлург» (Братск)            | 13.02.2005 |
| 14:1 | «Юность» (Омск)                 | 20.01.2001 |
| 13:0 | «СКА-Свердловск» (Екатеринбург) | 04.01.2001 |
| 13:0 | «Лесохимик» (Усть-Илимск)       | 12.01.2005 |
| 12:0 | «СКА-Забайкалец» (Чита)         | 30.01.2003 |

Самые крупные поражения «Кузбасса»:
| Счёт | Соперник               | Дата       |
| ---- | ---------------------- | ---------- |
| 5:21 | «Динамо» (Москва)      | 09.02.2010 |
| 3:19 | «Енисей» (Красноярск)  | 02.02.1983 |
| 5:20 | «Енисей» (Красноярск)  | 11.03.1978 |
| 5:20 | «Динамо» (Алма-Ата)    | 29.12.1978 |
| 1:15 | «Динамо» (Алма-Ата)    | 22.01.1975 |
| 0:14 | «Динамо» (Алма-Ата)    | 12.01.1977 |
| 0:14 | «Зоркий» (Красногорск) | 08.01.1978 |

Самые крупные домашние поражения «Кузбасса»:
| Счёт | Соперник               | Дата       |
| ---- | ---------------------- | ---------- |
| 2:12 | «Енисей» (Красноярск)  | 30.12.1979 |
| 4:11 | «Динамо» (Москва)      | 29.11.1975 |
| 5:11 | «Динамо» (Москва)      | 21.02.2008 |
| 4:10 | «Енисей» (Красноярск)  | 29.11.1987 |
| 3:9  | «Зоркий» (Красногорск) | 02.03.1991 |

Самые результативные матчи «Кузбасса»:
| Счёт | Соперник                  | Дата       |
| ---- | ------------------------- | ---------- |
| 5:21 | «Динамо» (Москва)         | 09.02.2010 |
| 5:20 | «Енисей» (Красноярск)     | 11.03.1978 |
| 5:20 | «Динамо» (Алма-Ата)       | 29.12.1978 |
| 3:19 | «Енисей» (Красноярск)     | 02.02.1983 |
| 14:7 | «Волга» (Ульяновск)       | 10.01.2010 |
| 8:13 | «Динамо-Москва» (Москва)  | 24.03.2010 |
| 11:9 | «Родина» (Киров)          | 25.03.2007 |
| 18:2 | Сибсельмаш (Новосибирск)  | 07.11.2020 |
| 16:3 | «Металлург» (Братск)      | 13.02.2005 |
| 6:13 | СКА (Екатеринбург)        | 10.02.1974 |
| 4:15 | СКА (Хабаровск)           | 04.02.1979 |
| 17:2 | Строитель (Сыктывкар)     | 07.02.2020 |
| 11:8 | Байкал-Энергия (Иркутск)  | 03.03.2022 |
| 15:4 | Сибсельмаш (Новосибирск)  | 20.02.2024 |
| 18:0 | «Старт» (Нижний Новгород) | 17.02.2006 |
| 13:5 | «Родина» (Киров)          | 01.03.2012 |
| 7:11 | «Динамо-Москва» (Москва)  | 08.11.2012 |
| 6:12 | «Водник» (Архангельск)    | 14.03.2015 |
| 13:5 | «Родина» (Киров)          | 15.01.2017 |
| 16:2 | «Родина» (Киров)          | 03.02.2018 |
| 14:4 | «Родина» (Киров)          | 18.12.2021 |

Лучшая разница забитых и пропущенных мячей в чемпионате (+158) была достигнута «Кузбассом» в сезоне 2023/24. Кемеровчане в 31 игре 265 раз поразили ворота соперников, получив в свои 107 мячей. В сезоне 2006/07 разница мячей составила (+122). «Кузбасс» за 32 игры забил 231 мяч, пропустив только 109 мячей.
Худшая разница забитых и пропущенных мячей в чемпионате (-82) приходится на сезон 1977/78. В 26 встречах забито 64 мяча, а пропущено 144.
Наивысшая средняя результативность «Кузбасса» в чемпионате — 9,1 мяча за игру (сезон 2023/24). В 31 матче команда 265 раз заставляла соперников возобновлять игру с центра поля.
Наименьшая средняя результативность «Кузбасса» в чемпионате — 1,05 мяча за игру (сезон 1964/65). В 22 матчах кемеровчане лишь 23 раза огорчали оппонентов. Ещё меньший показатель (0,83 мяча за игру) был показан кемеровчанами в сезоне 1961/62, однако, из-за слишком своеобразной формулы чемпионата («Кузбасс» сыграл всего 6 матчей, забив 5 голов), результат вряд ли можно считать полноценным антирекордом.
Наибольшее количество голов в чемпионате — 265 мячей за 31 игру (сезон 2023/24).
Лучший бомбардир «Кузбасса» в чемпионатах страны — Вадим Стасенко — 572 мяча. Геннадий Савельев — лучший бомбардир «Кузбасса» в чемпионатах СССР.
| №  | Игрок              | Голы    | Игры | Ср. за игру |
| -- | ------------------ | ------- | ---- | ----------- |
| 1  | Вадим Стасенко     | 572(+3) | 513  | 1,12        |
| 2  | Сергей Тарасов     | 549(+5) | 535  | 1,03        |
| 3  | Павел Рязанцев     | 320(+5) | 166  | 1,93        |
| 4  | Юрий Витухин       | 234     | 315  | 0,74        |
| 5  | Алексей Мясоедов   | 212     | 441  | 0,48        |
| 6  | Денис Криушенков   | 193     | 407  | 0,47        |
| 7  | Геннадий Савельев  | 170     | 261  | 0,65        |
| 8  | Юрий Никитин       | 163     | 372  | 0,44        |
| 9  | Александр Сапега   | 161(+3) | 143  | 1,13        |
| 10 | Владимир Каланчин  | 161     | 181  | 0,89        |
| 11 | Сергей Бессонов    | 138     | 232  | 0,59        |
| 12 | Владислав Тарасов  | 128     | 165  | 0,77        |
| 13 | Сергей Кондрашов   | 127     | 96   | 1,32        |
| 14 | Николай Усольцев   | 127     | 171  | 0,74        |
| 15 | Константин Зубарев | 121     | 136  | 0,89        |
| 16 | Вячеслав Швецов    | 121     | 143  | 0,85        |
| 17 | Сергей Лихачев     | 118     | 345  | 0,34        |
| 18 | Владимир Бахаев    | 116     | 272  | 0,43        |
| 19 | Вадим Губарев      | 108     | 185  | 0,58        |
| 20 | Валерий Журавлёв   | 106     | 163  | 0,65        |
| 21 | Игорь Тараканов    | 104     | 198  | 0,53        |

- Примечание: Жирным шрифтом выделены действующие игроки «Кузбасса».

Всего 35 хоккеистов, выступая за «Кузбасс», забили 50 и более мячей в чемпионатах страны и входят в символический клуб имени Ивана Рябовалова — лучшего бомбардира команды в сезонах 1956/57, 1957-58.
Наибольшая результативность игрока в сезоне:
| Игрок              | Голы   | Всего игр | Провёл игр | Ср. за игру | Сезон   |
| ------------------ | ------ | --------- | ---------- | ----------- | ------- |
| Павел Рязанцев     | 62     | 30        | 30         | 2,07        | 2011/12 |
| Павел Рязанцев     | 61     | 36        | 25         | 2,44        | 2009/10 |
| Павел Рязанцев     | 57     | 28        | 26         | 2,19        | 2008/09 |
| Владислав Тарасов  | 56     | 31        | 30         | 1,86        | 2023/24 |
| Вадим Стасенко     | 52     | 36        | 36         | 1,44        | 2009/10 |
| Павел Рязанцев     | 50     | 31        | 31         | 1,61        | 2006/07 |
| Александр Егорычев | 50     | 32        | 31         | 1,61        | 2022/23 |
| Павел Рязанцев     | 49(+4) | 30        | 30         | 1,63        | 2007/08 |
| Сергей Тарасов     | 48(+2) | 31        | 31         | 1,55        | 2006/07 |
| Владислав Тарасов  | 47     | 32        | 32         | 1,46        | 2021/22 |
| Сергей Тарасов     | 45     | 28        | 28         | 1,61        | 2001/02 |
| Сергей Кондрашов   | 44     | 26        | 26         | 1,69        | 1982/83 |
| Вадим Стасенко     | 43(+3) | 30        | 30         | 1,43        | 2007/08 |
| Вадим Стасенко     | 43     | 34        | 34         | 1,26        | 2017/18 |
| Павел Рязанцев     | 41     | 35        | 24         | 1,71        | 2010/11 |

Наивысшую среднюю результативность игрока за сезон показал Павел Рязанцев в чемпионате России 2009/10 — 2,44 гола за игру (61 мяч в 25 играх).
Титулом лучшего бомбардира «Кузбасса» за сезон наиболее часто владел Сергей Тарасов — 9 раз (1992, 1993, 1994, 1997, 2000—2002, 2004, 2006). 7 раз самым результативным игроком становился лучший бомбардир клуба Вадим Стасенко (2003, 2005, 2013, 2014, 2017—2019). 6 раз (причем, 6 сезонов подряд, что тоже рекорд) ведущим голеадором клуба по итогам чемпионата становился Павел Рязанцев (2007—2012). 5 раз (подряд) лучшим был Геннадий Савельев (1968—1972). Четыре раза самым результативным игроком становился Алексей Лазовский (1959—1961, 1965), Виктор Баянов (1963, 1964, 1966, 1967), Валерий Журавлёв (подряд, 1973—1976). По 3 раза лучшими бомбардирами команды были Николай Усольцев (1977, 1979, 1981), Сергей Кондрашов (1983, 1984, 1987), Игорь Тараканов (1988, 1990, 1991) и Юрий Витухин (1991, 1998, 1999).
«Наибольший вклад в общее дело» (доля участия одного игрока в общем числе командных голов) у Сергея Кондрашова в сезоне 1982-83. Из 89 мячей, забитых «Кузбассом», почти половина (49,44 %) на его счету.
| Игрок             | Процент             | Сезон   |
| ----------------- | ------------------- | ------- |
| Сергей Кондрашов  | 49,44 % (44 из 89)  | 1982/83 |
| Олег Корпалёв     | 43,94 % (29 из 66)  | 1981/82 |
| Геннадий Савельев | 41,67 % (25 из 60)  | 1969/70 |
| Евгений Агуреев   | 41,46 % (34 из 82)  | 1984/85 |
| Николай Анищенко  | 41,03 % (16 из 39)  | 1955/56 |
| Виктор Баянов     | 39,47 % (15 из 38)  | 1965/66 |
| Виктор Баянов     | 39,29 % (11 из 28)  | 1962/63 |
| Николай Усольцев  | 38,36 % (28 из 73)  | 1980/81 |
| Геннадий Савельев | 38,10 % (24 из 63)  | 1968/69 |
| Сергей Кондрашов  | 37,50 % (33 из 88)  | 1986/87 |
| Сергей Кондрашов  | 37,36 % (34 из 91)  | 1983/84 |
| Владимир Бахаев   | 37,10 % (23 из 62)  | 1977/78 |
| Алексей Лазовский | 36,11 % (13 из 36)  | 1959/60 |
| Павел Рязанцев    | 33,88 % (62 из 183) | 2011/12 |
| Алексей Лазовский | 33,33 % (7 из 21)   | 1958/59 |
| Виктор Баянов     | 32,56 % (14 из 43)  | 1966/67 |
| Сергей Тарасов    | 32,37 % (45 из 139) | 2001/02 |
| Сергей Лихачёв    | 31,68 % (32 из 101) | 1988/89 |
| Вадим Стасенко    | 31,09 % (37 из 119) | 2012/13 |
| Сергей Бессонов   | 30,89 % (38 из 123) | 1995/96 |
| Николай Усольцев  | 30,30 % (20 из 66)  | 1976/77 |
| Валерий Журавлёв  | 30,12 % (25 из 83)  | 1972/73 |

Клубный рекорд результативности в одной игре установил Вадим Стасенко, отправивший семь мячей в ворота братского «Металлурга» 13 февраля 2005 г. (16:3).
В активе Павла Рязанцева – четыре двойных хет-трика, по шесть мячей в одном матче забивали Вадим Губарев и Сергей Тарасов.
Рекордная голевая серия игрока насчитывает 23 матча. В чемпионате России 2011-12 Павел Рязанцев поразил ворота соперников в 23 матчах подряд. Началась голевая серия 10 ноября 2011 г. в 1-м туре в домашнем матче с вице-чемпионом страны московским «Динамо» (4:4), а завершилась голевая серия 21 февраля 2012 г. в домашнем матче с нижегородским «Стартом» (7:0). Общее число мячей, забитых в серии — 52.
В чемпионате СССР Сергей Кондрашов не уходил с поля без забитого мяча 14 последних матчей чемпионата СССР 1982-83, а в начале сезона 1983/84 добавил к этой серии ещё 7 матчей (21 матч подряд). Началась голевая серия 12 января 1983 г. на малой родине Сергея Кондрашова в Горьком в выездной игре с местным «Стартом» (итоговый счет 7:1 в пользу хозяев). Завершилась серия в Кемерово 11 декабря 1983 г., когда Кондрашов сделал дубль в ворота чемпионов страны, красноярского «Енисея» (итоговый счет 5:10 в пользу гостей). Общее число мячей, забитых в серии — 42 (25 в сезоне 1982/83 и 17 в сезоне 1983/84).
Самая длинная сухая серия вратаря насчитывает 324 минуты. Столько держал свои владения на замке Вячеслав Стародид в сезоне 2000/01 с 78-й минуты встречи «Кузбасс» — «Сибсельмаш» (30 декабря 2000 г.) по 52-ю минуту матча с «Юностью» (20 января 2001 г.). Кроме того, Вячеславу принадлежит и другой рекорд, относящийся к этому же сезону: 665 минут в его ворота соперники не могли забить гол с игры: с 9-й минуты игры «Кузбасс» — «Сибсельмаш» (30 декабря) по 44-ю минуту матча с «Сибсканой» (1 февраля).
Рекордный отыгрыш по ходу матча удался кемеровчанам 6 января 1983 г. В домашнем матче со СКА (Свердловск) «Кузбасс» уступал к 38-й минуте 0:5, но сумел закончить встречу вничью 6:6.
19 ноября 2013 г. в домашнем матче с «Енисеем» (Красноярск) к 14-й минуте «Кузбасс» уступал 0:3, в итоге «Кузбасс» одолел своего самого принципиального соперника со счетом 5:4. Стоит отметить особый вклад в победу капитана «Кузбасса» Дениса Криушенкова, ни один мяч в ворота «Енисея» не прошел без его участия — 2 голевые передачи и 3 гола.
Самый «долгоиграющий» хоккеист «Кузбасса» — Сергей Тарасов, выходивший на лед в форме кемеровского клуба 535 раз.
Наибольшее число сезонов за «Кузбасс» провел Сергей Тарасов — 20 сезонов.
Самые молодые авторы голов в чемпионатах страны:
| Игрок              | Дата рождения    | Дата гола       | Соперник                           | Возраст         |
| ------------------ | ---------------- | --------------- | ---------------------------------- | --------------- |
| Артем Репях        | 1 марта 2000     | 14 января 2016  | «Родина» (Киров)                   | 15 лет 320 дней |
| Алексей Мясоедов   | 25 июня 1977     | 1994, март      | «Вымпел» (Калининград МО)          | 16 лет          |
| Владислав Тарасов  | 17 сентября 1993 | 17 декабря 2010 | «Старт» (Нижний Новгород)          | 17 лет 121 день |
| Николай Усольцев   | 15 мая 1957      | 17 декабря 1974 | «Зоркий» (Красногорск)             | 17 лет 216 дней |
| Сергей Тарасов     | 8 марта 1973     | 22 ноября 1990  | «Североникель» (Мончегорск)        | 17 лет 259 дней |
| Вадим Губарев      | 22 ноября 1973   | 26 ноября 1991  | «Строитель» (Сыктывкар)            | 18 лет 4 дня    |
| Владимир Коровин   | 1 сентября 1950  | 26 января 1969  | СКА (Хабаровск)                    | 18 лет 148 дней |
| Сергей Лихачёв     | 3 сентября 1957  | 11 февраля 1976 | «Уральский трубник» (Первоуральск) | 18 лет 161 день |
| Владимир Каланчин  | 17 февраля 1997  | 8 ноября 2015   | «Динамо» (Москва)                  | 18 лет 264 день |
| Станислав Мансуров | 29 марта 1991    | 19 декабря 2009 | «Старт» (Нижний Новгород)          | 18 лет 265 дней |

Самые возрастные авторы голов в чемпионатах страны:
| Игрок            | Дата рождения  | Дата гола       | Соперник                   | Возраст          |
| ---------------- | -------------- | --------------- | -------------------------- | ---------------- |
| Геннадий Груздев | 20 июня 1939   | 13 февраля 1982 | «Локомотив» (Иркутск)      | 42 года 238 дней |
| Сергей Кухтинов  | 14 апреля 1959 | 24 января 2001  | «Сибсельмаш» (Новосибирск) | 41 год 285 дней  |
| Юрий Никитин     | 24 июля 1961   | 9 февраля 2000  | «Саяны» (Абакан)           | 38 лет 200 дней  |

## Достижения

### Национальные турниры
Чемпионат СССР
- Бронзовый призёр: 1972/73

Чемпионат России
- Чемпион (2): 2023/24, 2024/25
- Серебряный призёр (5): 2003/04, 2004/05, 2005/06, 2008/09, 2022/23
- Бронзовый призёр (7): 2000/01, 2001/02, 2002/03, 2006/07, 2007/08, 2009/10, 2021/22

Кубок России
- Обладатель  (5): 2001, 2003, 2007, 2023, 2024
- Финалист: 2005 (весна)
- Бронзовый призёр (3): 1999, 2004, 2008

Суперкубок России
- Обладатель: 2024

Чемпионат РСФСР
- Чемпион (2): 1954, 1954/1955

Чемпионат России по мини-хоккею
- Серебряный призёр: 2000

### Международные турниры
Кубок мира
- 1/2 финала (2):  2003, 2010

«Кубок чемпионов» (Швеция, Эдсбюн)
- 4-е место: 2015

Турнир, посвящённый 650-летию Порво (Финляндия, Порво)
- Финалист: 1996

«Кубок Кузбасса» (Россия, Кемерово)
- Победитель: 2008[15]